# Распад Српског царства
До распада Српског царства дошло је током владавине последњег Немањића, Стефана Уроша V Нејаког. Почетак опадања Царства означава долазак Симеона Уроша Немањића на власт у Епиру и Тесалији. Најмоћнији српски великаш, Војислав Војиновић, остао је лојалан српском цару све до смрти 1363. године након чега је Урош приморан да се ослони на великаше династије Мрњавчевић. Резултат тога јесте крунисање Вукашина Мрњавчевића за краља. Краљ Вукашин и његов брат, деспот Јован Угљеша, погинули су 1371. године у бици на Марици. Урош је умро крајем исте године. Пошто није имао деце, његова смрт означила је крај владавине династије Немањић и крај Српског царства.

## Епир, Тесалија и Браничево
Одјек Душанове смрти међу савременицима остаје нам потпуно непознат јер нема домаћих писаца који би својим делима осветлили збивања. Од половине 14. века проређују се и документи, а почињу да се стварају предања. Готово све истакнуте личности од времена Душанове смрти ушле су у легенду. Спољним нападима на Српско царство претходили су унутрашњи сукоби. Деспот Нићифор II Орсини искористио је смрт кесара Прељуба и овладао је Тесалијом, а нешто касније и јужним Епиром (1356). Тим покрајинама је припојио и Кефалонију и три године је владао независно од Цариграда. Браћа Палеолози, Јован и Алексије, су освајали источне делове Царства: градове на егејској обали Хрисопољ, Анакторопољ и Христопољ. Наведене градове Србија је изгубила и пре Душанове смрти. Ови градови били су изложени нападима неког пирата из Витиније. Упад Матије Кантакузина (син византијског цара Јована Кантакузина) у област Сера завршен је неславно. Његова војска је разбијена, а Матија је заробљен и једно време држан од стране Душановог братунчета Војихне. На северу Царства дошло је до сукоба двојице властелина од којих се један, припадник породице Растислалића, обратио за помоћ најпре цару Урошу, а потом и краљу Угарске, Лудовику. Уз учешће угарске војске Лудовик је однео победу. Он се почетком 1361. године помиње као господар Браничева. Лудовик је том приликом продро дубоко у српске крајеве. Средином 1359. године Угари се повлаче. Србија је изгубила Браничево, а вероватно и Кучево. Растислалићи су тим територијама управљали као Лудовикови вазали.

## Албанија и Серска област
Готово неприметно је из Царства издвојена још једна област: крај око Канине и Валоне где је покушавао да се осамостали ујак цара Уроша, Јеленин брат Јован Комнин Асен. Он је од Душана добио деспотску титулу и намесништво у новоосвојеним областима. Испољавао је самовољу још за живота Душана што се огледа у његовим односима са млетачким трговцима. Штитила га је од Душана царица Јелена. Након Душанове смрти формирао је потпуно независну област. Независност је платио све већим утицајем Млетака у приморским градовима. Поставља се питање у ком својству је Јелена управљала Серском облашћу.
Урошева владавина није била у потпуности укинута већ извори говоре о тесној сарадњи мајке и сина. Урош шаље војску која је поразила Матију Кантакузина. Јелена 1357. године присуствује једним од државних сабора у Скопљу. Према томе, српска власт у Серској области била је стабилна. У Серској области Урош се од 1360. године изоставља. Јелена је призната као једини господар Серске области. У Серу је увела (према византијском узору) установе сената и васељенских судија, а локалну управу поверавала је својим рођацима.

## Симеон Урош Немањић
Нићифор је из освојених области протерао намеснике српске власти, деспота Симеона и кесарису Ирину, удовицу кесара Прељуба, заједно са сином. Јерина се склонила на двор цара Уроша који јој је вратио Прељубову стару баштину, Црну Реку. Симеон није следио њен пример већ је сакупио четири до пет хиљада војника и заузео град Костур прогласивши се за цара. Узевши царску титулу, Симеон је показао да није намеравао да буде Урошев савладар јер су савладари у Српском царству носили титулу краља. Краљевску титулу носио је Урош за живота свога оца. Установа савладарства уведена је на сабору у Скопљу 1346. године. Симеон је дакле поново покренуо одавно решено питање наследства. Његово проглашење за цара је, у ствари, узурпаторски чин. Јован Кантакузин пише да је Симеон "тражио власт над свим српским земљама мислећи да су његова права претежнија, а Урош је био приморан да очевину од стрица брани". Симеон није покушавао да истисне Нићифора Орсинија већ је покретао походе ка северу. Борба за наследство узнемиравала је савременике. Нашла је одјека чак код дубровачких трговаца у Кучеву. Симеон је располагао знатним војним снагама, али је властела, као и црква, била на страни Уроша. Јелена је била на страни свога сина. Једино је Јован Асен Комнин био уз Симеона. У току лета 1358. године Симеон је лако сузбијен код Скадра. Наступили су за њега тешки дани. Симеон је све до средине 1359. године управљао само Костуром иако је носио царску титулу.
Захваљујући одређеним околностима, Симеонов политички пад није био дуготрајан. Деспот Нићифор погинуо је приликом покушаја гушења устанка у области Албаније. Страдао је средином 1359. године у бици код Ахелоја. Тесалија и Епир остали су без господара. У Арти је формирана посебна деспотовина која је постојала до 1416. године. Византијска, а ни српска централна власт нису ништа предузимале. То је искористио Симеон да без много напора тамо успостави своју власт. Симеон је у Епиру и Тесалији формирао нову државу. Тек када је овим покрајинама завладао члан династије Немањић, оне су коначно издвојене из српске државе. Немоћни византијски цар Јован V био је само неми сведок ових догађаја. Црква и племство, навикнути на честе промене, прихватили су Симеонову власт.
У Зети се као господар јавља до тада потпуно непознати властелин Жарко. Душан је Јелени дао зетске тргове. Она је тада боравила у Серу што је Жарко покушао да искористи па је 1356. године код Светог Срђа на Бојани одузео дубровачким трговцима робу. Урош је у Свети Срђ послао властеличића Вукшу и тако је Жарко брзо нестао са политичке сцене. Његов син Мркша касније ће овладати крајевима данашње Јужне Албаније око Берата.
Према Јањинској хроници, епирско становништво добро је дочекало Симеона. Градови, међу којима су и Арта и Јањина, отварају му капије. Смену власти покушао је да искористи Радослав Хлапен, Душанов, а потом и Урошев намесник у Беру и Водену. Пошто је Хлапен освојио утврђење Дамасис на северу Тесалије, Симеон је похитао на север да заштити своје територије. Уместо очекиваног сукоба, двојица противника су се ородила након чега су се нагодила о границама. Изгледа да је Симеон препустио Хлапену град Костур. Нејасан је Хлапенов однос са Урошем. Област којом је управљао као намесник налазила се на граници Симеонове и Урошеве државе. Границе Симеонове државе није могуће одредити због недостатка изворне грађе. По оцу Немањић, а по мајци Палеолог, Симеон је био сродник многим истакнутим великашима. Симеон је, дакле, напустио Костур и за престоницу изабрао Трикалу у Тесалији. Задржавајући понекад име Урош (које често носе Немањићи), Симеон се увек потписивао као Палеолог. Градско становништво у Симеоновој држави је, без обзира на порекло, одавно било хеленизовано. Стога није чудно што Симеон непрекидно истиче да је пореклом из византијске царске породице. Повеље је издавао искључиво на грчком језику. Ниједна сачувана Симеонова повеља није написана на старом српском језику. Сигурно је, међутим, да су међу његовим поданицима били Грци, Срби и Арбанаси. Маја 1366. године Симеон се потписао као "самодржац Ромеја и Срба и целе Албаније, Урош Палеолог". Симеон је задржао византијске установе и управне органе.

## Војислав Војиновић и Балшићи
Браћа Војиновић, Милош, Алтоман и Војислав, били су синови војводе Војина, истакнутог властелина Стефана Дечанског. Милошу и Војиславу Душан је доделио титулу ставилца (Војиславу 1350. године). Милош је умро млад, а Алтоман се последњи пут помиње 1359. године. Језгро Војиславове државе чинила је знатна породична баштина којој је припојио жупе Дабар, Дрину, Гацко и Рудине након смрти великог челника Димитрија (1359). У појединостима није познато који су крајеви још ушли у састав његове државе, али се зна да је пре смрти (1363) управљао областима између Дрине и Косова, Рудника и Мора, укључујући и жупе Драчевицу, Конавле, Требиње и Попово Поље. У то време је у приморју дошло до великих промена. Задарским миром из 1358. године Угарска је потиснула Млечане са источног Јадрана, а Дубровник признаје њену врховну власт. Војислав Војиновић је учествовао у рату против Угара (1359). Растислалићи су одвојили Браничево (и Кучево), а Војислав је наставио рат против Угарског вазала – Дубровника. Сматрао је да му припада титула хумског кнеза и власт над Стоном и Пељешцом.
Балшићи се први пут помињу 1360. године. Родоначелник Балшића је према Мавру Орбину држао само једно село. Балшићи су држали страну цару Урошу те су доживели велики успон. Они су 1360. године држали само област између Скадарској језера и мора. Браћа Балшић, Страцимир, Ђурађ и Балша, мање су поштовали централну власт од Војислава који је управљао знатно већом територијом.
На страни Војислава у рату био је и град Котор коме је сметала дубровачка трговина. Дубровник је блокирао знатно слабију которску флоту. Војислав флоту очигледно није ни имао. Дубровник је спровео економску блокаду; спречавао је довоз соли. Дубровчани склапају савез са Балшићима, али се он сводио на изјаве пријатељства. Мир је склопљен у Оногошту 1362. године уз посредовање Вукашина, кесара Гргура Голубића и царице Јелене. Дубровчани су задржали Стон и Пељешац, а Котор је Урош узео у своју заштиту и потврдио Дубровчанима старе повластице. Балшићи се не спомињу приликом склапања мира. Војислав се припремао за рат са Балшићима. Непосредно пред смрт, Војислав је владао облашћу која се добрим делом подударала са Рашком, исходиштем државе Немањића. Ниједан властелин, па ни Вукашин, није се могао мерити са Војиславом Војиновићем. Даље ширење прекинула је његова изненадна смрт 1363. године.

## Дејановићи
Војиславова смрт пореметила је однос снага у Српском царству. У исто време са политичке сцене нестају крупни феудалци, носиоци највиших титула. Јовану Оливеру губи се траг након Душанове смрти. Деспот Дејан је у политичком животу присутан нешто дуже. Његова баштина обувхатала је Жеглигово и Прешево. Он је припојио крајеве око горњег тока Струме са Велбуждом, крај према Мелнику, а његови синови формирали су велику државу након Маричке битке. Најпознатија задужбина Дејана је Архиљевица. Његове синове је до Маричке битке потиснуо не много познати Влатко Паскачић (баштина у Псачи). Он је био господар жупе Славиште. Искористио је деспотову смрт (или повлачење у манастир) да се прошири на жупе Врање и Иногоште. Ипак, није успео да се осамостали, а у рату са Дејановићима ослањао се на Уроша и Мрњавчевиће. Носио је титулу севастократора.

## Мрњавчевићи
Животни пут Угљеше и Вукашина Мрњавчевића након Душанове смрти је повезан. У изворима се јављају тек средином 14. века, Угљеша у зрелој животној доби, а Вукашин у поодмаклим годинама. Угљеша је као Душанов намесник око 1346. године кратко управљао облашћу око Дубровника. Вукашин се 1350. године помиње у Прилепу са титулом жупана. Угљешин успон почиње женидбом са Јефимијом, ћерком кесара Војихне (не зна се година) те се стиче утисак да је његов долазак на власт у Серској области изненадан (1363/4). Он се не помиње ни међу дворанима царице Јелене. Вукашинов успон био је нешто спорији. За живота Војислава Војиновића није покушавао ништа, а свој утицај ширио је родбинским везама. Мрњавчевићи су се родбинским везама повезали са Радославом Хлапеном, Ђурађом Балшићем и кесаром Војихном. Мрњавчевићима се сада нико није могао супротставити. Војислав Војиновић, Оливер и деспот Дејан више нису били живи, а Лазар Хребељановић, Никола Алтомановић и Вук Бранковић тек су формирали своје области. Урошу није остало другог излаза већ да знацима краљевског достојанства уздигне Вукашина за савладара (1365). Угљеша је раније са деспотском титулом преузео од Јелене власт над Сером.
Предање је осудило Мрњавчевиће да су насилно преузели власт (најраније предање забележио је Данилов настављач), али то није тако јер је Вукашин постао краљ уз пристанак цара. Узурпатор није био Вукашин већ Душанов брат Симеон који је узео царску титулу. Вукашинов син Марко постао је млади краљ. Тиме је решено питање Урошевог наследника јер цар није имао деце. Вукашин се потписивао као краљ Срба и Грка. Уместо Прилепа, центри његове области постали су Скопље и Призрен. Мавро Орбин пише да је узео Приштину и Ново Брдо као престони град. Знатно више се зна о области деспота Угљеше. Серска област је на истоку обухватала територије веће од територија Душановог царства. У оквиру Серске области налазио се и Халкидики са Светом Гором. Северну границу чинила је линија Струмица-Мелник, а западна граница прелазила је реку Вардар. Стварне границе са Вукашином заправо није ни било.
У рашким земљама брз успон доживео је Алтоманов син Никола. Његов отац помиње се последњи пут 1359. године са титулом великог жупана. Жупан Никола Алтомановић је 1367. године држао Рудник. Војислава је наследила супруга Гојислава која се на својим територијама успела одржати пет година (1363-1368). Горњу Зету је препустила Балшићима, а коначно ју је потиснуо Никола Алтомановић. Скоро цела Војиславова област нашла се у његовим рукама. Пришао му је и Санко Милтеновић који је господарио Поповим Пољем и Дабром. Одметнуо се од босанског бана. Санко је изневерио новог заштитника и у сукобу са њим страдао 1370. године у близини Требиња.
Успон Лазара Хребељановића био је много спорији. Дуго је боравио на двору цара Уроша са скромном титулом ставилца. Лазар је напустио дворску службу када је Вукашин крунисан за краља. Баштина кнеза Лазара је родни Прилепац код Новог Брда. Спорно је било Косово око кога су се сукобљавали Мрњавчевићи, Лазар и Алтомановић. До битке је дошло 1369. године. Лазар се повукао, а Алтомановићева војска је страдала. Он сам једва се спасао. Вукашин, Марко Мрњавчевић и Балшићи спремали су се за напад на Алтомановића (пролеће 1371), али их је спречио долазак Турака. Санко Милтеновић је искористио Алтомановићев пораз да му привремено заузме Конавле (1370), а Лазар Рудник.
Јована Асена Комнина је 1363. године наследио син Александар (на челу Канине и Валоне). Карло Топија, принцепс Албаније, освојио је Драч и постао 1368. године најмоћнији, ако не и једини, господар равнице уз јонску обалу. Он је између 1364. и 1366. године у заробљеништву држао Ђурђа Балшића. Браћа су га ослободила те су заједно опсели Котор кога је цар још 1362. године у Оногошту узео под заштиту. Пошто од Уроша нису добили помоћ, Которани су 1370. године признали врховну власт Угарске. Котор је изгубио трговачке привилегије у Србији. Нов успон доживео је Никола Алтомановић који се изненађујуће лако опоравио од пораза на Косову. Изгледа да је уживао подршку Угарске. Против њега су се удружиле куће Мрњавчевића и Балшића, кнез Лазар и Твртко Котроманић. Вукашиново повлачење на исток довело је до распада коалиције.

## Маричка битка
Серска област у међувремену јача. Немањићи тамо нису мењали византијски начин управе кога је прихватила и царица Јелена. Ништа није мењао ни Јован Угљеша. Деспот је обезбедио подршку светогорских манастира. Свестране су и свакодневне везе са Византијским царством које је тада обухватало четири географски одвојена дела: област браће Палеолог (Христопољ, Христопољ Анакторопољ и острво Тасос), Цариград са околином, Солун са околином и Мореју. Турци су се учврстили на територијама које су одвајале северна три дела. Заједничка опасност зближила је Угљешу и Јована V Палеолога. Угљеша није имао тако утврђене градове као што је био Солун. Зато је био спреман на преговоре око решавања црквеног раскола насталог 1350. године. Патријарх Калист који је још 1350. године изопштио српског цара и патријарха, дошао је у Сер да преговара са Јеленом (1363). Он се изненада разболео и умро, али су преговори касније обновљени и завршени повељом о измирењу из 1368. године, којом је деспот Угљеша уважио захтеве новог цариградског патријарха Филотеја.
Спорно је то да ли је Вукашин у Маричкој бици учествовао као српски краљ или као господар. Севастократор Влатко Паскачић не помиње се у изворима о бици, а Радослав Хлапен (за кога се не зна да ли је учествовао у бици) је надживео краља и деспота. Уочи одлучујућег сукоба Мрњавчевићи су ипак били усамљени. Располагали су, међутим, знатним снагама. Турци су средином 14. века заузећем Галипоља трајно прешли на Балкан и отпочели са планским освајањем Полуострва. Неуобичајено лако освајају град за градом: Димотику (1360), Једрене (1362) и Пловдив (1363). Серски деспот се, према Мавру Орбину, у почетку успешно борио против Турака и нанео им неколико пораза. Пре одласка у битку, Угљеша је посетио Свету Гору где је добио благослов за поход који је добио верско обележје. Браћа су продрла у близину нове турске престонице, Једрена. Међутим, изненађени су 26. септембра 1371. године код Черномена.
О Маричкој бици се писало много, али се о самом сукобу зна веома мало. Из најранијих извора не може се закључити много више од датума, места и резултата битке. Битка је завршена пропашћу српске војске и погибијом Вукашина и Угљеше. То је била највећа победа Турака пре 1453. године. Њен резултат је слом Серске државе. Солунски деспот Манојло (будући ца Манојло II) заузео је Сер који је до тада припадао Јовану Угљеши. Несумњиво је покорио и остале градове у самом средишту Угљешине државе укључујући и острво Тасос и градове у Пиеријском приморју. Под контролом Византинаца поново се нашло подручје од Солуна до христопољских кланаца. Рестаурација византијске власти подгрејала је наду о обнови некадашње империје, али се нада брзо изјаловила. Опасност од Турака приморала је Византинце на непопуларну меру: одузимање црквених добара ради јачања одбрамбене моћи. Територије су уступљене пронијарима. Манојло је 1408. године присећа како је одмах по погибији Угљеше морао уступити половину метоха светогорских и солунских пронијарима. Убрзо после Маричке битке Византија губи самосталност. Цар Јован као Муратов вазал учествује у једном од турских похода.
Урош је последњи пут иступао 1369. године. Изгубио је углед државника; више му се није обраћао ни Хиландар, а чак и Дубровник добија привилегије од Вукашина. Држава Немањића и Српско царство престало је да постоји Урошевом смрћу 4. децембра 1371. године.

## Крај српског царства
Вукашиновом погибијом српска држава није остала без краља. Законито га је наследио син Марко. Он је 26. септембра 1371. године постао Урошев савладар. Исто тако је, барем формално, Марко наследио цара Уроша који није имао деце. Српска држава номинално је постала краљевина. Међутим, нико није ни помишљао да за врховног владара призна краља из нове „несветородне“ династије. Превласт куће Мрњавчевић окончана је битком на Марици, а Марко је постао турски вазал (не зна се тачно када). Средиште поновног стварања државе помера се на север, у исходиште државе Немањића.

## Последице
Смрт цара Уроша означила је и формално крај Царства у коме су се осамосталили обласни господари који су приграбили области са свим регалним правима. Сви они су на различите начине покушавали да се прикажу као легитимни наследници Немањића, а један од начина било је наслеђивање ктиторских права у краљевским манастирима Немањића, посебно у Хиландару. Први је у том правцу кренуо Вук Бранковић који је 1365. године даровао своје баштинске поседе у Дреници са Косова Хиландару где је његов брат Радоња био монах.
Осамдесетих година 14. века Турци су неколико пута покушавали да угрозе српске територије; сваки пут без успеха. Они су 1380. године поражени на Дубравници код Параћина, 1388. код Билеће, 1386. године освајају Ниш, али их Лазар зауставља код Плочника. Након тога Мурат позива на одлучујућу битку. Лазар тражи савезнике у Твртку, Вуку и Ђурђу II Страцимировићу, као и у мачванском бану и трновском двору у Бугарској. Битка је вођена 15. јуна 1389. године. С војничког аспекта исход битке био је нерешен, а пошто је Мурат убијен у боју а његова војска напустила бојиште, деловало је као да су Срби победили. Рат су, међутим, дугорочно гледано добили Турци, а српске земље окупљене око кнеза Лазара распале су се након његове погибије и већином освојене након консолидације турске војске под Бајазитом. Угари нападају са севера, а властела је кренула да се разрачунава. У том циљу сазван је сабор Лазаревих сарадника и Стефанових присталица, а најистакнутије место имала је Српска православна црква на челу са патријархом Спиридоном. Донета је одлука о миру са Турцима како би се решили проблеми са Угарима и осамостаљеном властелом. Стефан и Вук постали су турски вазали, а Оливера је послата у емиров харем. Стефан Лазаревић је био потчињен Турцима све до 1402. године. Вук Бранковић није желео мир са Турцима. Одржавао је добре односе са Твртком и Дубровником. Вук је ословљаван као „благоверан и христољубив“ што указује да је заузео положај какав је до тада имао Лазар. Милица сазива сабор и 1390. године је Данило изабран за патријарха док се Јефрем повлачи у Пећ. Данило је заслужан за канонизацију и пренос моштију из Приштине у манастир Раваницу, а слика о жртви кнеза Лазара, који постаје светац и мученик, постаје све израженија. Губитком живота стекао је вечну славу и небеско царство што је за хришћане веома значајно. Канонизација Лазаревића учврстила је њихов положај од претензија Бранковића. Стефан и Вук постали су изданци свеца и најдостојнији наследници Немањића.
Твртко је након Косовске битке пажњу усмерио ка освајању западних земаља, а Лазаревиће није угрожавао. Умро је 1391. године, а у Босни се осамостаљују обласни господари: Хрвоје Вукчић, Сандаљ Хранић и кнез Павле Раденовић. Вук Бранковић пружа отпор Турцима три године. Турци му 1392. године одузимају Скопље и он постаје турски вазал уз обавезу харача и војне обавезе. Он је, међутим, био нелојалан вазал па је његов отпор скршен 1396. године. Највећи део његових области предат је Стефану Лазаревићу. Након битке на Ровинама Турци заузимају области настрадалих Марка Мрњавчевића и Константина Драгаша. Угрожавају и Ђурђа Страцимировића. Он је успео да преотме градове које је изгубио и даје их на чување Венецији која их је задржала за себе. Лазаревићи су сачували, и чак проширили своју област захваљујући подршци цркве и Турака. На државном сабору из 1393. године Стефан је формално преузео власт као „велики кнез Стефан, самодржац и владар Срба“. Милица се замонашила, али је и даље учествовала у политичком животу. Део власти припао је и Вуку Лазаревићу. Подршка Турака Лазаревићима била је, међутим, привремена и неискрена. Они подстичу 1397. године Новака Белоцрквића и Николу Зојића на устанак који је угушен након чега Турци поново нападају српске земље. Милица склапа мир.
Бајазит око 1401. године одузима области Бранковића Стефану и даје их Вуковим синовима Лазару, Ђурђу и Гргуру. Након битке код Ангоре, Бајазит је заробљен, а Стефан и Ђурађ Бранковић беже у Цариград. Стефан је отказао послушност Турцима и окренуо се Византији добијајући титулу деспота. Византија је ослобођена вазалних обавеза према Турској што је љутило Стефана. Избија десетогодишњи сукоб између Бранковића и Лазаревића. Стефан постаје угарски вазал јер од Византије није могао очекивати помоћ. Добија Мачву, Београд и Голубац.Стефан преузима и ктиторство над краљевским манастирима Немањића, а стиче и наклоности светогорских монаха 1402. године. Они су до тада били присталице Вука Бранковића.

## Подела Српског царства
| Области | Области                                                        | Области                             | Области    | Области                                                                                   |
| Мапа    | Територија                                                     | Владар                              | Престоница | Забелешка                                                                                 |
| ------- | -------------------------------------------------------------- | ----------------------------------- | ---------- | ----------------------------------------------------------------------------------------- |
|         | Моравска Србија (Централна Србија)                             | Лазар Хребељановић Стефан Лазаревић | Крушевац   | турски вазали 1390-                                                                       |
|         | Зета (Јужна Црна Гора и северна Албанија)                      | Ђурађ Страцимировић Балшић          | Скадар     | .                                                                                         |
|         | Држава краља Марка (Западна Македонија)                        | Марко Мрњавчевић                    | Прилеп     | турски вазал након Маричке битке.                                                         |
|         | Држава Дејановића (Источна Македонија)                         | Јован Драгаш                        | Велбужд    | турски вазал након Маричке битке.                                                         |
|         | Земља Бранковића (Косово и Метохија, Рашка и Скопље)           | Вук Бранковић                       | Приштина   | турски вазал 1392-1396                                                                    |
| мање:   |                                                                |                                     |            |                                                                                           |
|         | Област Алтомановића (Херцеговина, Рашка, Златибор, део Косова) | Никола Алтомановић                  | Ужице      | Никола Алтомановић је поражен 1373. након чега је његова држава подељена између победника |